# 黄卡玛
黄卡玛（1964年6月—），四川大学教授，主要从事无线电物理等方面的研究工作。担任《电波科学学报》、《四川大学学报》等刊物编委，入选中华人民共和国教育部2007年度“长江学者”特聘教授，中国国家杰出青年科学基金获得者，曾获得国家技术发明二等奖。